# 전월세 상한제
전월세 상한제는 부동산 시장에서 전세 및 월세의 인상률을 제한하는 제도이다.

## 개요
2010년 들어 전세가가 지속적으로 상승해 그해에만 전체 물가 상승률 2.9%를 훨씬 웃도는 7.1%, 특히 아파트의 경우는 8.8% 상승률을 기록했다.
공급측면에서는 저금리 기조 속에서 임대 소득을 챙기려는 집주인이 늘면서 전세 물건에서 월세 물건으로 전환되는 경우도 많았고, 수요 측면에서는 장기간 경기 침체로 주택 매매 차익 기대가 줄면서 전세에 대한 수요가 늘었다는 점을 이유로 꼽을 수 있다.
이런 가운데 지난 2011년 2월 9일 민주당 전월세 대책특별위원회(위원장 원혜영)가 '임대차 보호법' 개정안을 내놨다. 내용은 전월세 인상률을 5% 이내로 하고 임대차 계약기간 갱신을 1회에 한해 최대 4년간 보장하자는 것이다.
이것이 바로 흔히 말하는 '전월세 상한제'다.

## 현행법
<주택임대차보호법 제4조>
제4조(임대차기간 등) ① 기간을 정하지 아니하거나 2년 미만으로 정한 임대차는 그 기간을 2년으로 본다. 다만, 임차인은 2년 미만으로 정한 기간이 유효함을 주장할 수 있다.
② 임대차기간이 끝난 경우에도 임차인이 보증금을 반환받을 때까지는 임대차관계가 존속되는 것으로 본다.
<주택임대차보호법 제7조>
제7조(차임 등의 증감청구권) 당사자는 약정한 차임이나 보증금이 임차주택에 관한 조세, 공과금, 그 밖의 부담의 증감이나 경제사정의 변동으로 인하여 적절하지 아니하게 된 때에는 장래에 대하여 그 증감을 청구할 수 있다. 다만, 증액의 경우에는 대통령령으로 정하는 기준에 따른 비율을 초과하지 못한다.
<주택임대차보호법 시행령 제8조>
① 법 제7조에 따른 차임이나 보증금(이하 "차임 등"이라 한다)의 증액청구는 약정한 차임 등의 20분의 1의 금액을 초과하지 못한다.
② 제1항에 따른 증액청구는 임대차계약 또는 약정한 차임 등의 증액이 있은 후 1년 이내에는 하지 못한다.

## 논란
이런 가운데 전월세 상한제를 시행할 것인지를 두고 정치권에서는 논쟁이 일었다. 민주당 측은 "국민 대다수가 원하는 민생정책"이라며 조속한 도입을 촉구했고, 한나라당은 이에 대해 "시장경제의 원칙을 해치는 행위"라고 반박했다.
2011년 4월 현재 1. 자유 시장 원리에 위배되며 재산권의 침해라는 주장과 2. 재산 운영에서 발생한 이익금의 실현규모를 공공복리 차원에서 규제하는 것이라는 주장이 맞서고 있다. 김선태 한국경제신문 논설위원은 "땜질식 처방은 결과적으로 또 다른 문제를 순환적으로 만들 뿐 결코 해결책이 될 수 없다"고 밝혔다.
김황식 국무총리는 "전월세 상한제를 바로 도입하면 혼란이 올 것"으로 예상했으며 정종환 국토해양부 장관은 "최후의 수단으로 생각할 수 있는 정책이지만, 시장원리에 맞게 하는 것이 옳다고 본다"는 의견을 피력한 바 있다.
재산권을 침해할 뿐 아니라 시장가격을 무시한 강제적 가격결정으로 주택공급을 위축시킨다는 우려 뿐 아니라 계약갱신청구권 제도를 둘러싼 위헌 논란도 있다.
심지어 민주당 관료.정책통 출신 의원들이 참여하는 `민주정책포럼'조차 민주당 내 '보편적 복지' 당론의 범위에 대한 의문을 제기한 바 있다.
더욱이 임대기간을 1년에서 2년으로 연장했을 때 2년마다 올릴 전세 값을 한꺼번에 올리는 경우가 많아 오히려 세입자들에게 더 큰 피해가 돌아간다는 의견도 있다.
그러나 3월 16일 한나라당도 여론에 밀려 처음 원칙을 버리고 전월세 상한제 일부 내용을 수용하기로 했으며 이의 내용은 아래와 같다.

### 한나라당개정안
부분적 전월세 상한제를 추진하고 있다.
국토해양부장관이 적극적으로 규제해야 할 필요가 있는 지역을 `주택임대차관리지역`으로 지정해서 보증금이나 월세 최고가격을 고시한다는 것이다. 이를 넘기면 임대이는 과징금을 부과받고 임차인은 반환청구권을 행사할 수 있다.
또 지속적으로 전월세가가 상승 추세를 보이는 곳에 대해선 `주택임대차신고지역`으로 지정해 권장가격을 고시한다. 강제성 은 없지만 권장가격을 넘으면 조정 절차를 둘 수 있다.
여기에 더해 `공정시장임대료` 제도를 두어서 국토부 장관이 지역별로 주기적으로 적정 임대료를 산정, 고시하는 내용도 있다.

### 민주당개정안
민주당 추진안은 전월세 2년 계약 만기 뒤 세입자한테 한 차례에 한해 임대계약 갱신을 요구할 수 있는 권한을 주어 최대 4년의 임대기한을 보장하고, 임대료 인상은 연간 5%, 2년에 최대 10%를 넘어설 수 없도록 제한하는 내용이다.

### 민주노동당개정안
민주노동당은 세입자가 현행 2년에서 최대 6년까지 임대기간을 보장받을 수 있도록 한 '임대계약갱신 청구권'과 집주인이 전‧월세를 5% 이상 올리지 못하도록 한 '임대료 상한제'를 2월 임시국회에서 도입한다는 입장이다.

## 참조
1. ↑  MK 뉴스 http://news.mk.co.kr/v3/view.php?year=2011&no=116425%5B깨진+링크(과거+내용+찾기)%5D
2. ↑  아시아경제 http://www.asiae.co.kr/news/view.htm?idxno=2011020909044440680
3. ↑  내일신문 http://www.naeil.com/News/politics/ViewNews.asp?nnum=596218&sid=E&tid=1%5B깨진+링크(과거+내용+찾기)%5D
4. ↑  한국경제신문 생글생글
5. ↑  프론티어타임즈 http://www.frontiertimes.co.kr/news/news/2011/02/24/65435.html
6. ↑  이투데이 http://www.etoday.co.kr/news/section/newsview.php?TM=news&SM=0799&idxno=411163 보관됨 2016-03-04 - 웨이백 머신
7. ↑  연합뉴스 https://news.naver.com/main/read.nhn?mode=LSD&mid=sec&sid1=100&oid=001&aid=0004946264
8. ↑  연합뉴스 https://news.naver.com/main/read.nhn?mode=LSD&mid=sec&sid1=100&oid=001&aid=0004961433

부동산